# Pelfort de Rabastens
 (octobre 2010).
Si vous disposez d'ouvrages ou d'articles de référence ou si vous connaissez des sites web de qualité traitant du thème abordé ici, merci de compléter l'article en donnant les références utiles à sa vérifiabilité et en les liant à la section « Notes et références ».
Pelfort Ier de Rabastens fut seigneur de Rabastens et faydit pendant la croisade des albigeois.

## Biographie
Fils de Peire Raimon Ier de Rabastens, il est marié avec Olive de l'Isle-Jourdain, fille d’Esclarmonde de Foix.
Son petit-fils Pilfort de Rabastens devint cardinal.